# رهيب (مجلة)
مجلة رهيب هي مجلة إماراتية شهرية خاصة بألعاب الكمبيوتر، صدرت لأول مرة عام 2000م عن مؤسسة بيت يليكاشين وعنوانها: ص. ب 61482: دبي الإمارات، تهتم المجلة بهوايات الأطفال في مجال الموسيقى والرياضة والإنترنت، والألعاب والتسلية، وتوزع مع المجلة أسطوانات تحوي برامج عربية.
صاحبة حقوق المجلة عام 2000 هي شركة إنترناشيونال ميديا هولورز بي أل سي، في المملكة المتحدة، تعتمد المجلة رئيسياً على الصورة، وتخلو من القصص الكرتونية، عدد الصفحات 44 صفحة ملونة، وتعتمد على الإعلانات. يحوي الغلاف على إشارة إلى مواد العدد. السعر في السعودية 15 ريالاً، وفي الإمارات 12 درهماً، وفي مصر خمسة جنيهات.

## الأبواب
- تحقيق
- جديد الألعاب
- اليوم وغد
- لعبة العدد
- كمبيوتر وإنترنت
- عالم الكمبيوتر
- صوت وصورة
- حيوية الفن
- لقاء
- أخبار